# Virslīga 1933
L'edizione 1933 del Virslīga fu la 13ª del massimo campionato lettone di calcio; fu vinta dall'Olimpija Liepāja, giunto al suo quarto titolo.

## Formula
Il campionato era disputato da otto squadre che si incontrarono in turni di andata e ritorno, per un totale di 14 incontri per squadra; erano previsti due punti per la vittoria, uno per il pareggio e zero per la sconfitta.

## Classifica finale
|                     | Pos. | Squadra          | Pt | G  | V  | N | P  | GF | GS | DR  |
| ------------------- | ---- | ---------------- | -- | -- | -- | - | -- | -- | -- | --- |
| Lettonia (bandiera) | 1    | Olimpija Liepāja | 22 | 14 | 10 | 2 | 2  | 37 | 17 | +20 |
|                     | 2    | RFK Riga         | 20 | 14 | 9  | 2 | 3  | 38 | 21 | +17 |
|                     | 3    | ASK Rīga         | 17 | 14 | 8  | 1 | 5  | 32 | 17 | +15 |
|                     | 4    | Rīga Vanderer    | 17 | 14 | 8  | 1 | 5  | 23 | 20 | +3  |
|                     | 5    | JKS Riga         | 11 | 14 | 5  | 1 | 8  | 21 | 23 | -2  |
|                     | 6    | Union Riga       | 11 | 14 | 4  | 3 | 7  | 24 | 33 | -9  |
|                     | 7    | Hakoah Riga      | 7  | 14 | 3  | 1 | 10 | 17 | 31 | -14 |
|                     | 8    | Amatieris Riga   | 7  | 14 | 3  | 1 | 10 | 16 | 46 | -30 |